# Rastafarianisme
Rastafaribevægelsen (også kaldet rastafari eller bare rasta) er en nyere religiøs bevægelse opstået i 1930'ernes Jamaica, som også har en stor tilknytning til Ras Tafari/Haile Selassie, Etiopiens tidligere kejser.
Rastafaribevægelsen har sin oprindelse i en variant af kristendommen, der blev praktiseret på Jamaica. Rastaerne regner Haile Selassie for at være Gud Fader og Jesus Kristus for at være Guds søn i en hellig treenighed, idet rastaerne selv udgør Helligånden, det tredje led. Religionen blev stærkt påvirket af Marcus Garveys bevægelse, som arbejdede for at de sorte skulle kunne rejse tilbage til Afrika, og enkelte rastafarianere ser på Garvey som en reinkarnation af Johannes Døberen.
Navnet Rastafari kommer fra titelen Ras Tafari (Makonnen) (Prins Tafari), som Haile Selassie bar, før han blev kronet til kejser. Bevægelsen blev populær hos sorte arbejdere og jordbrugere, ikke mindst på grund af dens store fokus på den hvide befolknings udnyttelse af de sorte. De hvide associeredes med "Babylon den Store", hvorimod de sorte opfattedes som Guds egentlige, lidende og undertrykte folk, som p.t. levede i eksil langt fra deres egentlige hjemland i Afrika og i særlig grad Etiopien. Centralt i rastafaribevægelsen står netop loyaliteten mod og længslen efter Zion, det forjættede land, som man tror er at finde i Etiopien, samt en afstandtagen til det moderne samfund. Rastaer tror, at "Jah"(gud) på dommens dag vil lade de retfærdige leve evigt i Zion i fred, kærlighed og harmoni.
Rastafaribevægelsen er blevet kendt over hele verden på grund af dens afgørende rolle i jaimaicansk musik, herunder i særlig grad reggae. Dertil er den også kendt for, at dens tilhængere regner indtagelse af cannabis for et sakramente.
Bevægelsen bliver af visse regnet for værende homofobisk pga dens syn på homoseksuelle   , men en del af bevægelsens fortalere mener, at på trods af, at man ikke kan være rastafari og homoseksuel samtidigt, så må andre selv vælge og bør ikke dømmes for det af mennesker, da Gud vil tage sig af den sag   
Bevægelsen blev grundlagt af 5 præster heriblandt Leonard Percival Howell.